# توماس كالاس
توماس كالاس (بالتشيكية: Tomáš Kalas)‏ لاعب كرة قدم تشيكي من مواليد عام 15 مايو 1993 وهو يلعب حاليا مع نادي شلسي الإنجليزي.
بداية مسيرته: بدأ توماس كالاس مسيرته الكروية مع نادي سيقما أولوموتش التشيكي لعب معه 7 اعوام حتى غادر النادي في 15 يوليو 2010 إلى نادي شلسي الإنجليزي اعاره نادي شلسي إلى نادي سيقما أولوموتش
لموسم واحد 2010-2011 ثم اعاره في موسم 2011-2013 إلى نادي فتيس ارنهيم الهولندي لعب أول مباراة مع شلسي في كاس الرابطة الإنجليزية ضد سويندلون وأول مباراة في دوري الأبطال عندما نزل بديلا لوليان ضد جالطة سراي

## روابط خارجية
- توماس كالاس على موقع الاتحاد الأوربي (الإنجليزية)
- توماس كالاس على موقع الاتحاد التشيكي (الإنجليزية)
- توماس كالاس على موقع قاعدة بيانات كرة القدم.إي يو (الإنجليزية)
- توماس كالاس على موقع ناشيونال فوتبول تيمز (الإنجليزية)
- توماس كالاس على موقع Soccerbase.com (لاعب) (الإنجليزية)
- توماس كالاس على موقع Soccerway.com (الإنجليزية)
- توماس كالاس على موقع عالم كرة القدم.نت (الإنجليزية)
- توماس كالاس على موقع كووورة
- توماس كالاس على موقع AS.com (الإسبانية)